# Leptonoma citrozona
Leptonoma citrozona är en fjärilsart som beskrevs av Edward Meyrick 1916. Leptonoma citrozona ingår i släktet Leptonoma och familjen äkta malar.
Artens utbredningsområde är Malawi. Inga underarter finns listade i Catalogue of Life.